# 阿拉克勒

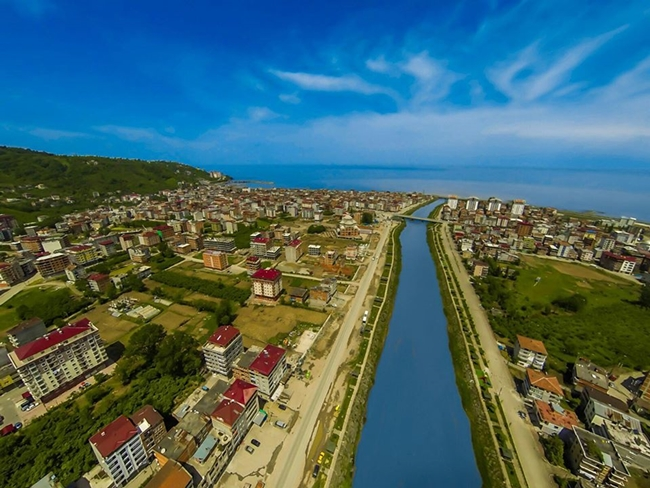
A view of Araklı from the Karadere Valley

阿拉克勒（土耳其語：Araklı）是土耳其的城鎮，位於該國東北部黑海沿岸，由特拉布宗省負責管轄，面積372平方公里，主要經濟活動有玉米、堅果和茶葉，2011年人口22,345。

## 外部連結
- District governor's official website （页面存档备份，存于） （土耳其文）
- A local online guide to Araklı （页面存档备份，存于）
- A local website about Araklı

40°56′N 40°03′E / 40.933°N 40.050°E